# Mathilde Nielsen
Mathilde Nielsen (26 octobre 1858 - 11 septembre 1945) est une actrice danoise de théâtre et de cinéma.

## Biographie
Mathilde Nielsen, épouse d'Olaf Frederik Nielsen (1849-1902), est la sœur des acteurs Sophus et Victor Neumann et la mère de la chanteuse d'opéra Ellen Nielsen (1890-1968).
D'abord comédienne de théâtre, elle commence sa carrière au cinéma en 1909 dans un court métrage, à l'âge de 51 ans. Elle tourne dans 31 films. Elle achève sa carrière à 83 ans en jouant dans Tyrannens fald de Jon Iversen et Alice O'Fredericks (1942).
Elle est notamment connue pour avoir représenté une figure marquante du matriarcat dans le cinéma danois, en particulier dans les films de Carl Theodor Dreyer. Son interprétation de la vieille nourrice dans Le Maître du logis reste marquante.
C'est seulement en fin de carrière qu'elle obtient un premier rôle dans Tante Cramers testamente de Arne Weel (1941).

## Prix et distinction
1924 Mathilde Nielsen a reçu la médaille honorifique danoise Ingenio et Arti.

## Filmographie
- 1909 Capriciosa de Viggo Larsen (court métrage)
- 1911 En bryllupsaften de Einar Zangenberg (Marie)
- 1913 Studenten skifter Skilte (court métrage) (l'épouse de Cobbler)
- 1916 Hævnens nat de Benjamin Christensen
- 1920 La Quatrième Alliance de Dame Marguerite (Prästänkan) de Carl Theodor Dreyer
- 1921 Lykkens galoscher de Gunnar Sommerfeldt (la tante de Vita)
- 1922 David Copperfield de A.W. Sandberg
- 1923 Madsalune de Emanuel Gregers (Kjesten Ryle)
- 1924 Comme minuit sonnait (Paa slaget 12) de A.W. Sandberg
- 1924 Wienerbarnet de A.W. Sandberg (Grete)
- 1924 Lille Dorrit de A.W. Sandberg (Afferty)
- 1925 Det store hjerte de August Blom
- 1925 Le Maître du logis (Du skal aere din hustru / Tu honoreras ton épouse) de Carl Theodor Dreyer  (Mads, la vieille nourrice de Viktor)
- 1926 Det sovende hus de Guðmundur Kamban
- 1926 Klovnen de A.W. Sandberg
- 1926 Lykkehjule de Urban Gad
- 1927 Den sørgmuntre barber de Jens Locher (Ms. Fagerberg)
- 1931 Præsten i Vejlby de George Schnéevoigt (Sœur Gertrud)
- 1932 Skal vi vædde en million ? de George Schnéevoigt (Mlle Mortensen)
- 1932 Kirke og orgel de George Schnéevoigt (Sidsel)
- 1933 Nyhavn 17 de George Schnéevoigt (Rosa)
- 1933 De blaa drenge de George Schnéevoigt (Mlle Osterhammel)
- 1934 7-9-13 de A.W. Sandberg (Marie)
- 1934 Ud i den kolde sne de Lau Lauritzen et Alice O'Fredericks (Baronne Caroline von Hessen / "Bedstemor")
- 1936 Millionærdrengen de A.W. Sandberg
- 1938 Kongen bød de Svend Methling (La grand-mère)
- 1939 Skilsmissens børn de Benjamin Christensen
- 1940 Sommerglæder de Svend Methling (Grand-mère)
- 1941 Tror du jeg er født i går ? de Lau Lauritzen et Alice O'fredericks (Mlle Møller)
- 1941 Tante Cramers testamente de Arne Weel (Juliane Cramer)
- 1941 Mathilde Nielsen - Kavalkade
- 1941 Tobiasnætter de Johan Jacobsen (La vieille dame)
- 1942 Tyrannens fald de Jon Iversen et Alice O'Fredericks (La domestique Mads)